# John Pawson

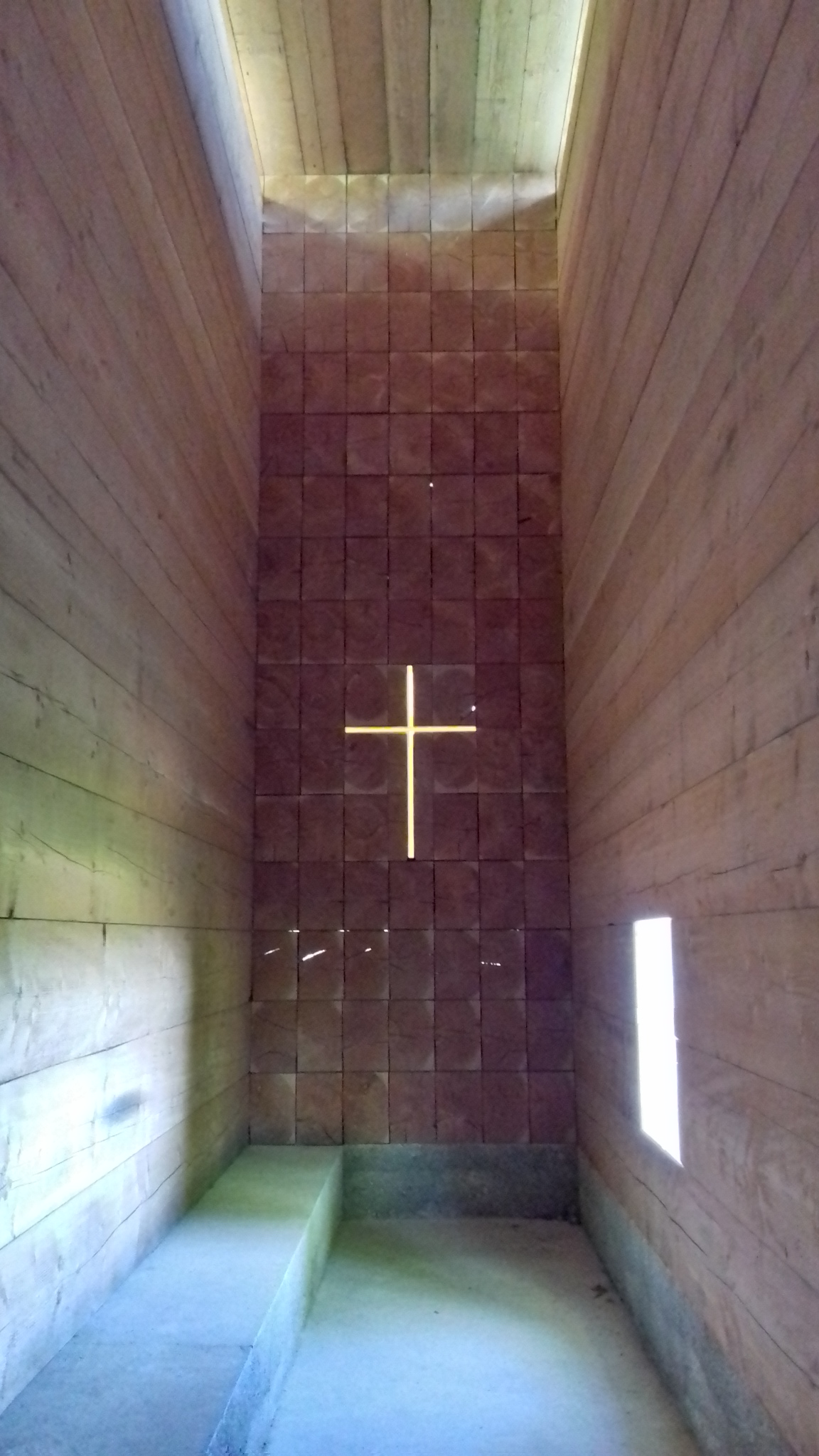
Kapelle, Unterliezheim (2018)

John Pawson, CBE (* 6. Mai 1949 in Halifax, Yorkshire) ist ein britischer Architekt und Designer. Er ist Commander des Order of the British Empire.

## Leben

### Jugend
John Pawson besuchte die Eton Colleges in Eton und Oxford. Danach sollte er auf Wunsch seines Vaters den Textilbetrieb der Familie übernehmen, verließ die Schule jedoch ohne Abschluss. Er versuchte dennoch, sich im Familienbetrieb einzusetzen, erkannte allerdings, dass er nicht über den Geschäftssinn seines Vaters verfügte. Zunächst unternahm er längere Reisen durch Indien und Australien, bis sich ihm im Jahre 1973 die Möglichkeit bot, Japan zu besuchen.

### Japan
Sein Interesse am Buddhismus führte ihn zunächst nach Tokio. Schon auf der Fahrt vom Flughafen Nagoya machte ihn sein Gastgeber, sein ehemaliger Karatelehrer, mit einem Land bekannt, das mit der von Pawson erwarteten Welt der Samurais und Teezeremonien nur wenig gemein hat. Ihr Weg führte an trostlosen Landschaften mit Fabriken und schier endlosen Neubausiedlungen aus Beton vorbei.
Pawson war jedoch entschlossen, das Japan seiner Vorstellungen erleben zu wollen. Er bestand auf der Unterbringung in einem traditionellen japanischen Gästehaus. Die strengen buddhistischen Regelungen ließen ihn zwar vom Wunsch, Mönch zu werden, Abstand nehmen, die Konzepte des Buddhismus sind jedoch bis heute eine wichtige Inspiration für Pawsons Entwürfe. Ohne weitere Pläne zu haben, unterrichtete Pawson drei Jahre lang englische Konversation an der Universität Nagoya und verbrachte anschließend ein Jahr in Tokio.
Dort stieß er auf ein Buch des Architekten Shiro Kuramata, wollte diesen unbedingt kennenlernen und besuchte ihn in seinem Büro. Kuramata war wohl der erste japanische Innenarchitekt, der mit seinem Werk internationale Reputation erlangte. Pawson konnte nun direkt miterleben, wie Kuramata die Einfachheit der japanischen Tradition mit zeitgenössischer Ästhetik verband. Obwohl Pawson nie sein Lehrling war, hielt er sich so oft wie möglich in Kuramatas Büro auf. Nachdem Kuramata einige ihm von Pawson angetragene Projekte nicht umsetzte, regte er Pawson zum Studium der Architektur an, um seine Ideen fortan selbst zu realisieren.

### Großbritannien
Wegen finanzieller Probleme war Pawson zur Rückkehr nach Großbritannien gezwungen und zog nach London. Dort begegnete er der Kunsthändlerin Hester van Royen, die damals begann, für den einflussreichen Galeristen Leslie Waddington zu arbeiten. Der Entwurf für van Royens Büro gefiel Waddington so gut, dass er Pawson mit der Gestaltung seines Büros beauftragte. Pawson begann 1979 in London mit dem Studium an der Architectural Association, brach dieses jedoch im dritten Jahr ab, nahm einen Auftrag Waddingtons für eine Galerie an und eröffnete 1981 sein eigenes Büro. In der Diskussion mit Waddington erkannte Pawson schnell, dass für die Präsentation von Kunst eine zweckmäßige Umgebung vonnöten war und nicht der Versuch, die Architektur gegenüber der ausgestellten Kunst in den Vordergrund treten zu lassen. Pawson verstand den Auftrag für Waddingtons Galerie daher auch nicht als künstlerischen Freibrief, sondern als zweckdienlich zu gestaltende Aufgabe. Die Kunst musste so wirkungsvoll wie möglich präsentiert werden. Pawson versuchte, jede Art der visuellen Irritation auf ein Minimum zu reduzieren. Der Boden sollte für das Ausstellen von Skulpturen neutral wirken, wodurch sich Fischgrätparkett oder aufdringliche Farben verbieten, da weiße Wände und Decken nicht mit der ausgestellten Kunst konkurrieren. Nach dem Abschluss dieses Projektes folgten weitere Aufträge für Galerien, die Pawson aufgrund ihrer verschiedenen Lösungsansätze dazu verhalfen, Grundelemente bei der Gestaltung von Galerien zu formulieren.
Pawson nahm nun auch Projekte an, die nicht ausschließlich mit Kunst zu tun hatten, mit dieser jedoch eng verbunden waren, wie Wohnhäuser für Kunstliebhaber oder Künstlerstudios. Van Royen hatte Pawson mit dem Künstler Donald Judd bekannt gemacht, der auf ihn einen großen Einfluss ausüben sollte. Pawsons Architektur ließ sich kaum in eine der damals vorhandenen Strömungen einordnen. Er hatte nie für einen anderen Architekten gearbeitet, er war weder dem Lager der "Hochtechnologie" noch dem der Postmodernisten zuzuordnen. Lediglich die japanische Kultur und Kuramatas Einfluss waren Bestandteile seiner Erfahrungen. Von ähnlicher Bedeutung waren auch die Ruinen der Fountains Abbey in Yorkshire, in deren Umgebung er aufgewachsen war, und seine Hochachtung vor dem Werk von Ludwig Mies van der Rohe.

### Privates
Hester van Royen und John Pawson waren ein Paar und hatten ein Kind. Später heiratete er die 27 Jahre jüngere Catherine.

## Bauten

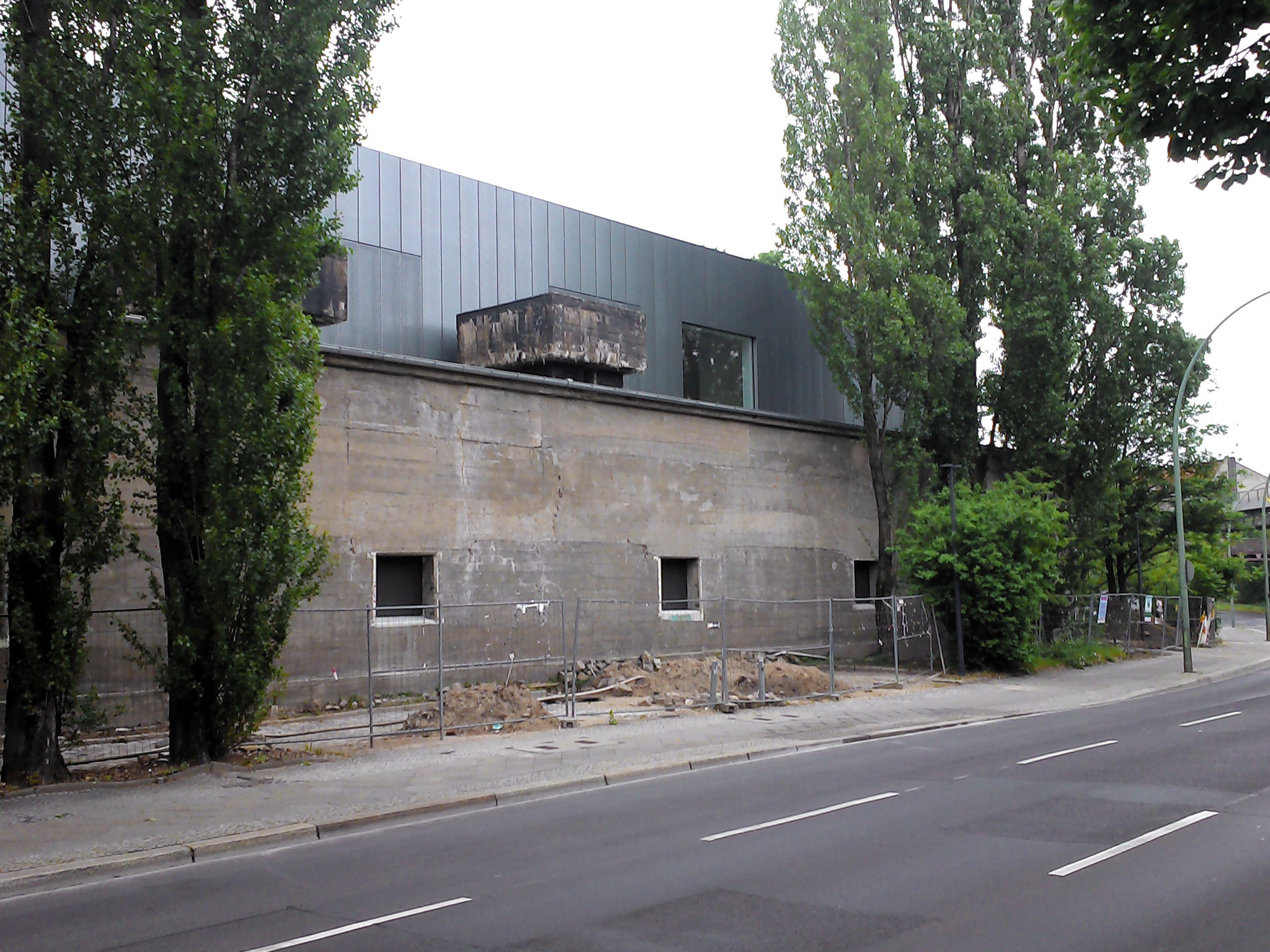
BASA-Bunker, Fassade

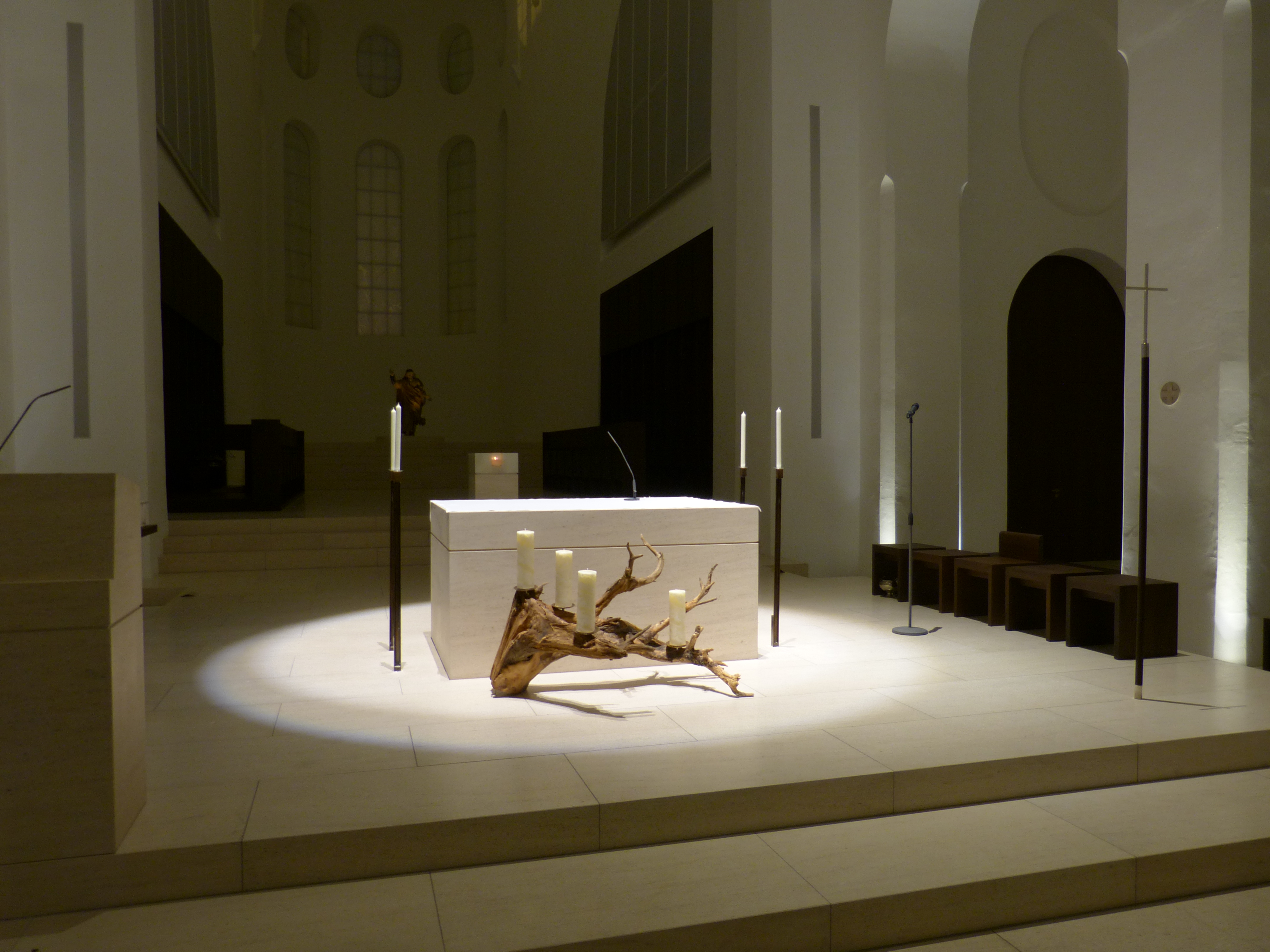
St. Moritzkirche in Augsburg, Altar

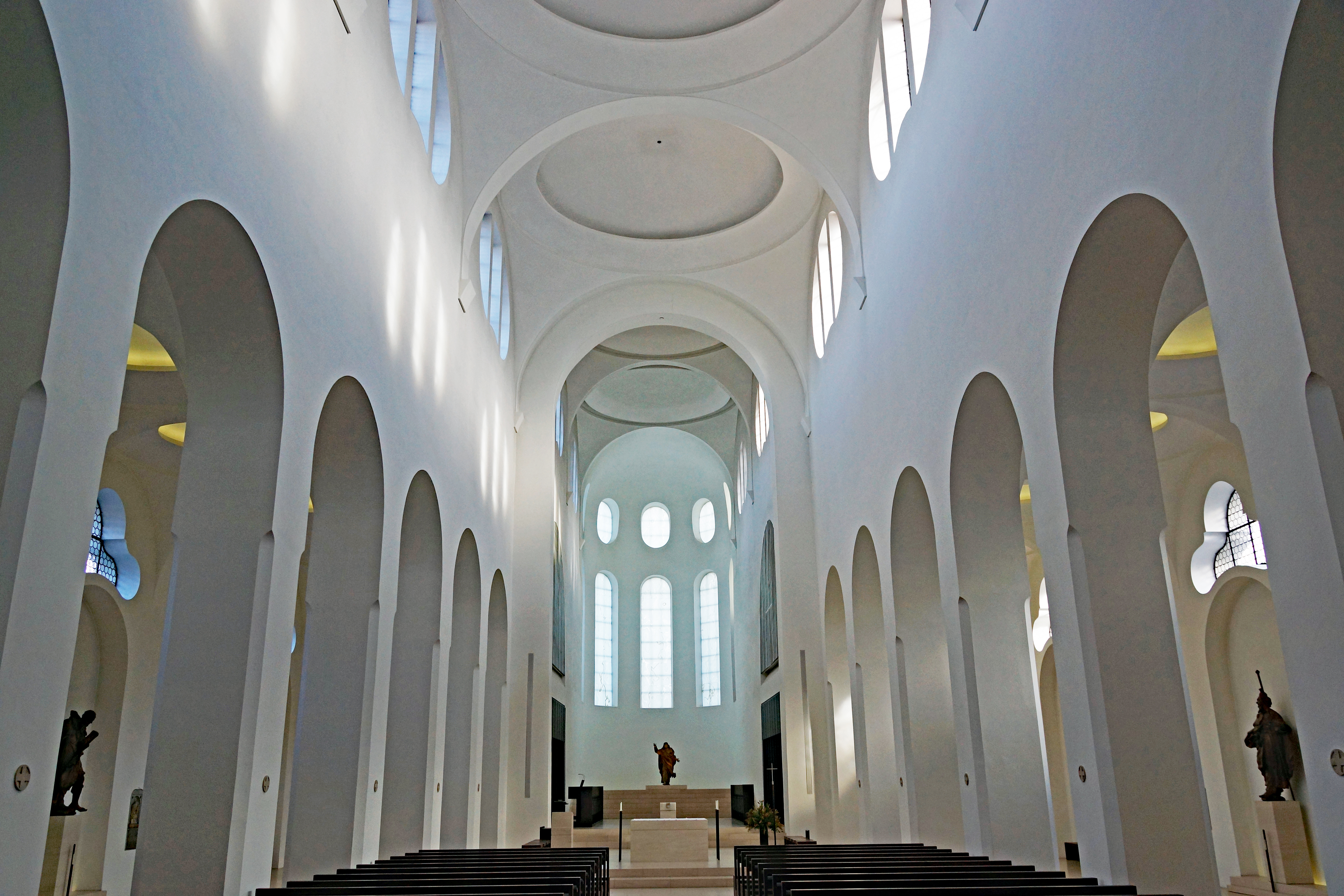
St. Moritzkirche in Augsburg, Mittelschiff

- 1987–1989: Haus Neuendorf, Mallorca, mit Claudio Silvestrin
- 1994–2002: Calvin Klein Stores Tokio, Seoul, Paris und New York
- 1995: Tilty Barn, England
- 1998: Cathay Pacific Lounges, Hongkong
- 1997–1999: Pawson House, London
- 1999–2004: Kloster Nový Dvůr, Okres Karlovy Vary
- 2006–2012: Archabbey of Pannonhalma
- 2012: Umbau des früheren Commonwealth Institute zum Design Museum London, Kensington[5]
- 2008–2013: Umgestaltung der Moritzkirche, Augsburg
- 2011–2016: Umbau des BASA-Bunkers, Berlin-Kreuzberg zu einem privaten Museum
- 2017–2018: Kapelle, Unterliezheim

## Veröffentlichungen
Als Herausgeber:
- Visual Inventory. Phaidon, Berlin 2012, ISBN 978-0-7148-6350-4
- 2006-2011, The Voice of Matter. El Croquis, Madrid 2011, ISBN 978-84-88386-68-7. (El Croquis 158)
- Plain Space. Phaidon 2010, ISBN 978-0-7148-5748-0.
- Minimum. Phaidon 1996, ISBN 0-7148-3262-6.
- Themes and Projects. Phaidon 2002, ISBN 0-7148-4237-0.
- mit Annie Bell: Living and Eating. 2001, ISBN 0-09-189448-4.
- 1995-2005, Pause for Thought, El Croquis, Madrid 2005, ISSN 0212-5633. (El Croquis 127)